# Новоуткинская пещера
Новоу́ткинская пеще́ра — небольшая пещера в городском округе Первоуральск Свердловской области.
Находится к северо-западу от Екатеринбурга, в посёлке Новоуткинск, немного ниже плотины Новоуткинского пруда, в известняковых скалах у реки Утки. Новоуткинская пещера вместе со скалами, в которых она расположена, является памятником природы и популярным местом посещения у местных жителей.
Вход в пещеру низкий (около 1 метра) и имеет треугольную, переходящую в арочную форму, он расположен на несколько метров выше самой реки, по нему легко можно подняться по пологому склону. Пещера имеет один вход, ведущий в небольшой грот, где можно выпрямиться в полный рост. Далее пещера разветвляется на два грота глубиной в несколько метров. Самый длинный из них от входа имеет длину до 15 метров, другой — 10 метров. Далее идут расселины ещё на 5 метров вглубь скалы.